# Flatopsis nivea
Flatopsis nivea är en insektsart som först beskrevs av Victor Antoine Signoret 1860.  Flatopsis nivea ingår i släktet Flatopsis och familjen Flatidae.

## Underarter
Arten delas in i följande underarter:
- F. n. basipunctata
- F. n. nigropunctata